# مارييون
المارييون (قالب:Lang-chm، (الروسية: марийцы))، مجموعة عرقية فنلندية - أوغرية، عاشت تقليديًا على طول نهري الفولغا وكاما في روسيا. يعيش ما يقرب من نصف الماريين اليوم في جمهورية الماريين، مع وجود عدد كبير منهم في جمهوريتي باشكورتوستان وتتارستان. في الماضي، عُرف الماريون باسم «كيريميس» أو «كيريميسا» باللغة الروسية، وكيرمس لدى التتار.

## تاريخهم

### بدايات التاريخ
اقترح بعض العلماء أن القبائل التي ذكرها الكاتب القوطي يوردانس في كتابه «غيتيكا»من بين الشعوب في مملكة الملك القوطي إرماناريك في القرن الرابع الميلادي يمكن أن تكون هي شعب الماري. لكن ربط تلك الشعوب بالماريين ظلّ أمرًا مثيرًا للجدل. يأتي أول ذكر موثوق لشعب الماري من مصادر خازار من القرن العاشر، يظهرون فيه من خلال الاسم الروسي «كيريميس». في ذلك الوقت، كانت منطقة مستوطنة الماري تقع على طول نهر الفولغا. في القرن الثالث عشر، وقع المارية ن تحت تأثير القبيلة الذهبية، وفي عام 1443 أصبحوا من رعايا خانات كازان. خلال هذا الوقت، شهد الماريون بعض التقارب الثقافي مع التتار الحاكمين وفولغا بولغارز، وهو ما يظهر جليًا من خلال التأثير المعجمي التركي والنحوي على لغتهم. في عام 1552، دمج إقليم الماري في روسيا مع الغزو الروسي لقازان تحت حكم إيفان الرهيب. بينما ساعد بعض الماريون الغزو الروسي، قاومته غالبيتهم وقاتلته في ما يسمى «حروب شيريميس». بحلول نهاية القرن السادس عشر، قمعت المقاومة أخيرًا، مما أدى إلى خسائر فادحة في صفوف الماريين. نتيجة لتدفق المستوطنين الروس في وقت لاحق، وهربًا من التنصير القسري (بدءًا منذ العام 1700)، بدأ الماريون بالاستقرار في الشرق، في ما يعرف اليوم باسم باشكورتوستان. في القرون التالية تحت حكم روسيا القيصرية، تمكنت شعوب الماري من الاحتفاظ بهويتها العرقية والثقافية، وقد عزز ذلك موجات من عودة الماريين إلى ديانتهم التقليدية التي اتبعوها قبل اجبارهم على اعتناق المسيحية.

### الاتحاد السوفياتي
في خلال الحقبة السوفيتية، أنشئ قسم خاص بشعوب الماري تحت رعاية «ناركومناتس»، أو مفوضية الشعوب للجنسيات. كانت مهمت هذه المفوضية تسهيل الاتحاد الوثيق للماري مع الشعوب الأخرى والقضاء على انعدام الثقة المناهض لروسيا ورفع «الوعي الطبقي» للعمال الماريين. عمليًا، تضمن هذا الإجراء تسهيل طلبات الحصول الحبوب من قبل الدولة السوفيتية، وتجنيد الماريين في الجيش الأحمر وبسط سيطرة البلاشفة على المجتمع.
في خلال الحقبة السوفيتية، نقلت أعداد كبيرة من المنتمين للعرق الروسي إلى أراضي شعوب الماري التقليدية، ما أدى إلى تغيير التركيبة الديموغرافية للمنطقة بشكل كبير، واصبح المارييون أقلية في أجزاء كثيرة من وطنهم. كان شعب الماري محرومًا بشكل عام من هذه التغييرات. أضف غلى ذلك أن السياسات البلشفية تهدف رسميًا إلى مكافحة التأثير غير المبرر للقومية في اتحاد متعدد الدول، ما أدى إلى مقتل شخصيات مارية بارزة مثل سيرجي شافاجن وأوليك إيباي وغيرهم من المعلمين والعلماء والفنانين، بالإضافة إلى القادة الدينيين وقادة المجتمع.

### الاتحاد الروسي
بعد انهيار الاتحاد السوفياتي، شهدت جمهورية الماري حديثة المنشأ إحياءً للثقافة والغة المارية. لكن بعد تعيين ليونيد ماركيلوف رئيسًا للجمهورية في عام 2001، اتبعت حكومة الماري سياسة ترويس المنطقة بشكل مكثّف. بحسب فاسيلي بكتييف من مسرح ماري الوطني في يوشكار - أولا، «كره ماركيلوف شعب الماري». كما أشار إلى أن «لغة الماري لم تعد تُدرس في القرى أو المدارس وأن جمهورية الماري «لم تعد تشبه الجمهورية العرقية إلا بالاسم. نحن مجرد إقليم آخر». في عام 2005، أعربت المفوضية عن قلقها إزاء التقارير التي تفيد بقمع شخصيات معارضة من عرقية الماري، بالإضافة غلى صحفيين ومسؤولين حكوميين ممن روجوا لثقافة الماري وعارضوا إعادة تعيين ماركيلوف رئيسًا للجمهورية في العام نفسه.